# Madré
Madré – miejscowość i gmina we Francji, w regionie Kraj Loary, w departamencie Mayenne.
Według danych na rok 1990 gminę zamieszkiwały 362 osoby, a gęstość zaludnienia wynosiła 21 osób/km² (wśród 1504 gmin Kraju Loary Madré plasuje się na 938. miejscu pod względem liczby ludności, natomiast pod względem powierzchni na miejscu 681.).